# Mezquital del Oro
Mezquital del Oro é um município do estado de Zacatecas, no México.